# Њуфилд Хамлет (Њујорк)
Њуфилд Хамлет (енгл. Newfield Hamlet) насељено је место без административног статуса у америчкој савезној држави Њујорк.

## Демографија
По попису из 2010. године број становника је 759, што је 112 (17,3%) становника више него 2000. године.
| Група             | 2000.       | 2010.       |
| Белци             | 622 (96,1%) | 700 (92,2%) |
| Афроамериканци    | 10 (1,5%)   | 8 (1,1%)    |
| Азијати           | 0 (0,0%)    | 0 (0,0%)    |
| Хиспаноамериканци | 9 (1,4%)    | 12 (1,6%)   |
| Укупно            | 647         | 759         |